# ISAPI
La Interfície de Programació d'Aplicació de Servidor d'Internet (o ISAPI de l'anglès Internet Server Application Programming Interface) és l'API de Serveis d'Informació d'Internet (IIS), la col·lecció de serveis de xarxa de Microsoft basats en Windows. L'aplicació principal d'IIS i ISAPI és el servidor de planes webs (com ara el Sistema Operatiu MS Windows 2003 Servidor més recent que gestiona totes les operacions de servidor amb eficiència). ISAPI es va dissenyar per imitar arquitectura de N-tier.